# Aphloia
Aphloia, monotipski biljni rod smješten u vlastitu porodicu Aphloiaceae, dio reda Crossosomatales. Jedini je predstavnik A. theiformis, raširena po otocima zapadnoindijskog oceana (Komori, Sejšeli, Mauricijus, Rodrigues, Réunion, Madagaskar) i susjednom afričkom kontinentu, od Kenije do Južnoafričke Republike.
Zimzeleni grm ili drvo, postoji nekoliko podrvrsta.

## Podvrste
1. Aphloia theiformis subsp. deltoides (Clos) H. Perrier
2. Aphloia theiformis subsp. madagascariensis (Clos) H. Perrier
3. Aphloia theiformis subsp. mauritiana (Baker) H. Perrier
4. Aphloia theiformis subsp. theiformis
5. Aphloia theiformis var. minima (Baker) H. Perrier
6. Aphloia theiformis var. seychellensis (Clos) F. Friedmann

## Vanjske poveznice
- A. theiformis
- A. theiformis